# Cedros (Horta)
Cedros é uma freguesia portuguesa do município da Horta, na Ilha do Faial, Região Autónoma dos Açores com 20,63 km² de área e 872 habitantes (censo de 2021). A sua densidade populacional é 42,3 hab./km².
A freguesia dos Cedros é uma das de maior área da ilha, e agrega os lugares de Canada de Sousa, Rua de Cima, Praça, Miragaia, Cascalho e Ribeira Funda. Cedros encontra-se cerca 19 km a norte da cidade da Horta.

## Demografia
A população registada nos censos foi:
| Distribuição da População por Grupos Etários | Distribuição da População por Grupos Etários | Distribuição da População por Grupos Etários | Distribuição da População por Grupos Etários | Distribuição da População por Grupos Etários |
| -------------------------------------------- | -------------------------------------------- | -------------------------------------------- | -------------------------------------------- | -------------------------------------------- |
| Ano                                          | 0-14 Anos                                    | 15-24 Anos                                   | 25-64 Anos                                   | > 65 Anos                                    |
| 2001                                         | 145                                          | 174                                          | 508                                          | 221                                          |
| 2011                                         | 111                                          | 100                                          | 506                                          | 190                                          |
| 2021                                         | 123                                          | 68                                           | 463                                          | 218                                          |

## História, Monumentos e Museus

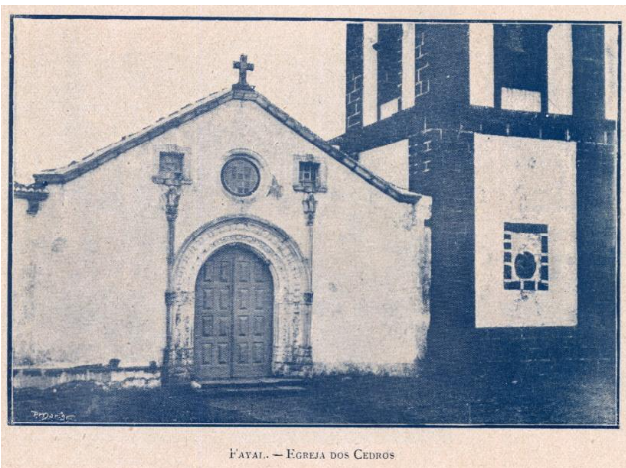
A antiga igreja de Santa Bárbara (Cedros) por volta de 1903 (em: Álbum Açoriano, 1903-1908).

A origem do seu topónimo está relacionado com a abundância de cedros-do-mato (também conhecido por cedro-das-ilhas, em lat. Juniperus brevifolia) aquando do seu povoamento. Nascem nesta freguesia, as ribeiras de Sousa e do Pinheiro. Entre os seus primeiros povoadores, contam-se muitas famílias espanholas.
Parece ter ocorrido no ano de 1594, a conclusão da (re)construção da Igreja de Santa Bárbara dos Cedros. A sua igreja é quase destruída por um incêndio em 20 de novembro de 1971, restando a imponente torre sineira com seu belo portal quinhentista. Sofreu posteriormente grandes obras de ampliação. Com 5 naves, conserva no seu interior uma bela lâmpada de prata, de grandes dimensões.
É o Padre Gaspar Frutuoso que nos conta que nos primeiros tempos desta freguesia, viveu aqui o célebre Arnequim ou Hern Jannequim. Um flamengo irreverente que enfrentou o Corregedor dos Açores - cargo criado em 1503 - e exigindo que abandonasse a freguesia, e ainda, ameaçou de morte o então Capitão-donatário, quando este se preparava para o prender. Só se resolveu o problema com a intervenção do Rei, que o chamou à Corte,  repreendendo-o de tamanha ousadia. ("Saudades da Terra", Vol. VI, Cap. 37)
Com o fim do Dinastia Filipina, em 1640, os espanhóis residentes na freguesia (que incluía a atual freguesia do Salão) são expulsos. Segundo frei Diogo das Chagas, em 1643, a freguesia tinha 2126 habitantes distribuídos por 317 fogos. ("Espelho Cristalino", pág. 478)
Destaca-se ainda o  Museu Etnográfico dos Cedros, instituído pela Casa do Povo local. Merece uma menção especial o  Império da Praça. É o único no arquipélago dos Açores que tem uma coroa real, ou seja, sem hastes como todos as outras. Segundo a lenda, teria sido perdida por piratas mouros ao abandonarem a ilha. Ao retornarem para recuperá-la, uma mulher apercebida do seu valor, decide escondê-la numa perna. Esta coroa é guardada como uma relíquia, tendo sido feita uma réplica para ser levada à igreja nos dias de festa.
No lugar de Ribeira Funda, a Capela de N. Sra. de Fátima, foi totalmente construída em basalto entre 1948 e 1950. Foi construída por vontade popular dadas as distâncias que eram necessárias percorrer para se chegar à igreja mais próxima. É o local de concentração dos romeiros da ilha. Do miradouro da Costa Brava, no alto da falésia a 320 metros, usufruirá de um belo panorama.

## Tradições, Festas e Curiosidades
Para além das festas do culto do Divino Espírito Santo, celebra-se a festa da padroeira da freguesia, Santa Bárbara, a 4 de Dezembro. No artesanato local, há uma indústria caseira de chapéus de palha de trigo, de chapéus chamados de "froco", peças em vime, bordados de crivo e os bordados de palha de trigo.
A freguesia tem grandes tradições no voleibol e no teatro. Atualmente conta com o Clube Desportivo Cedrense, a Filarmónica Lira Campesina Cedrense e o conjunto musical "Rosvira".
O chamado "Castelo da Rocha Negra" ou "a Casa dos Lacerdas dos Cedros", na Rua Dr. Neves, Areias, não é mais do que "casa solarenga de 3 pisos, construída em alvenaria de pedra seca, originalmente com planta em "L", de que só existe um dos braços em absoluta ruína. O braço mais curto, também em ruínas, foi cortado e reconstruído com alterações em época recente. O piso inferior era constituído por duas lojas. No piso intermédio, com acesso ao nível da estrada devido ao desnível do terreno, situava-se a cozinha e um outro compartimento cujas janelas têm conversadeiras. Ao nível do piso superior, existem duas janelas de sacada (transformadas em janelas de peito, embora se mantenham no local as sacadas em pedra trabalhada). Os cunhais são rematados por uma larga cornija donde "pendem" motivos decorativos tipo sanefa. Tem como elementos notáveis as cantarias das sacadas e dos remates superiores dos cunhais." A sua construção pertence aos fins do Século XVII e princípios do Século XVIII.

## Economia
A agro-pecuária é a principal atividade económica dos habitantes desta freguesia. Os solos desta freguesia são dos mais férteis de toda a ilha. O clima é menos húmido virado a Norte e regista-se a quase aussência de nevoeiros. O trigo, o milho, o inhame, o feijão, a batata e batata doce, são as suas culturas mais importantes.
Devido a uma dependência excessiva e quase exclusiva da agricultura, se depara com alguma crise na agro-pecuária e vulnerabilidade no setor agrícola. Para contrariar isso, têm-se enfatizado a necessidade de se criar pequenas indústrias e armazéns, bem como apostar no desenvolvimento do Turismo rural. A indústria de laticínios está bastante desenvolvida, havendo atualmente uma importante fábrica - a Cooperativa Agrícola dos Lactícinios do Faial. Cavalos foram sempre necessário no trabalho dos agricultores na freguesia dos Cedros. Hoje em dia os cavalos ainda têm um papel importante na area de turismo. A empresa Cedrense "PÁTIO" é o maior operador turístico no arquipélago que está organizar passeios a cavalo.
Quanto à evolução demográfica dos Cedros, ela foi muito semelhante ao resto das freguesias da ilha. Ou seja, nos anos 1950, cerca de 2 mil habitantes, hoje são poucos mais do que 1 000 habitantes. Os cedrenses eram conhecidos por sua robustez física. No campo social, salienta-se que nos Cedros foi criada a primeira Casa do Povo da ilha. É na freguesia que se concentra a maior comunidade de cidadãos estrangeiros da ilha.